# Jón Sigurðsson

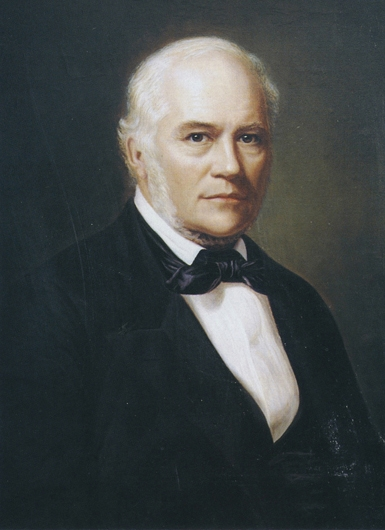
Porträt Jón Sigurðsson von Þórarinn B. Þorláksson

Jón Sigurðsson (* 17. Juni 1811 auf Hrafnseyri in Arnarfjörður; † 7. Dezember 1879 in Kopenhagen) war ein isländischer Politiker, Historiker und Philologe.
Er wurde der Vorkämpfer für Islands Selbständigkeit von Dänemark. Am 17. Juni, seinem Geburtstag, feiert Island den Nationalfeiertag.

## Leben

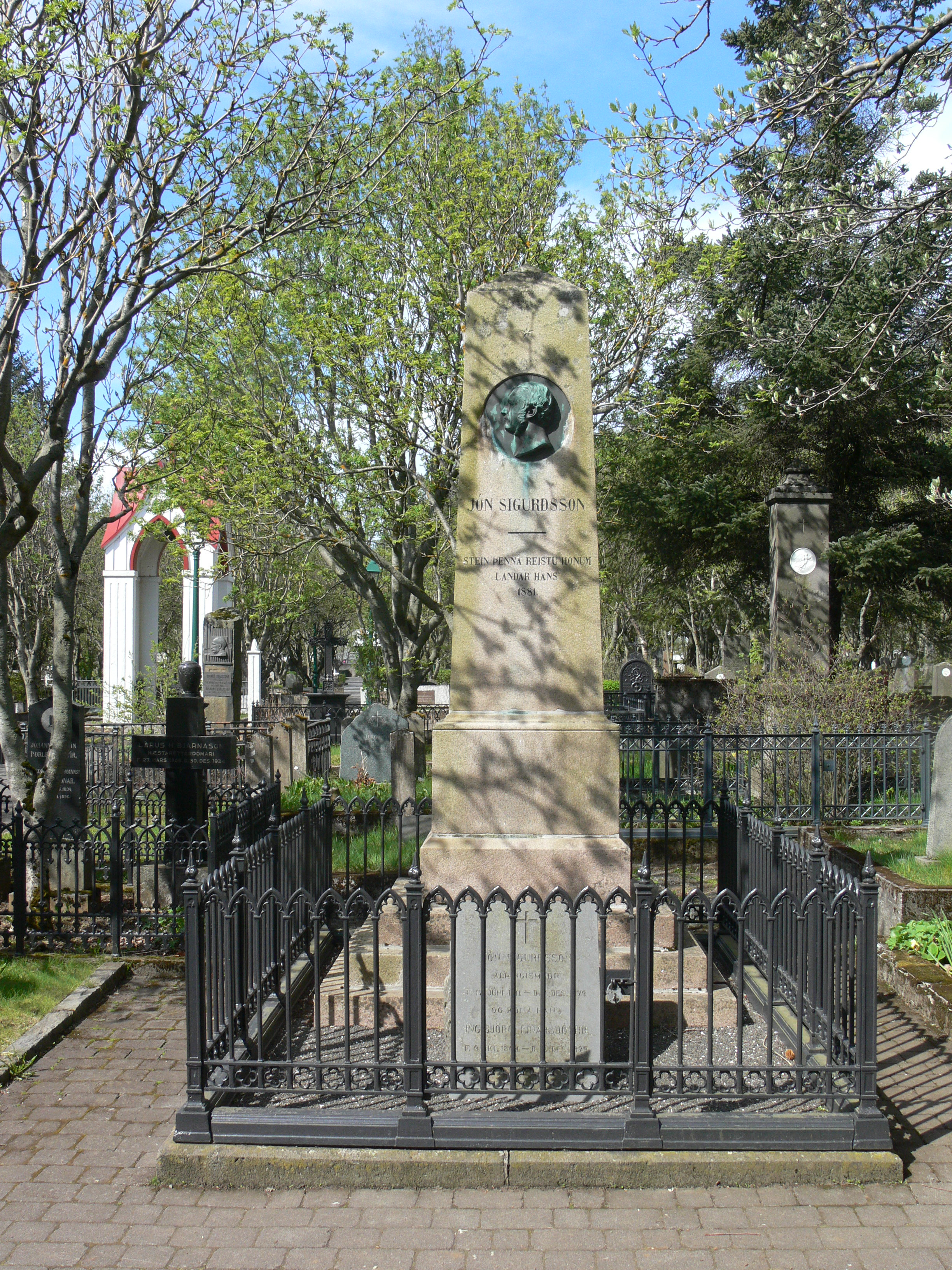
Grab von Jón Sigurðsson in Reykjavík.

Seine Eltern waren der Pastor Sigurður Jónsson und die Pastorentochter Þórdís Jónsdóttir.

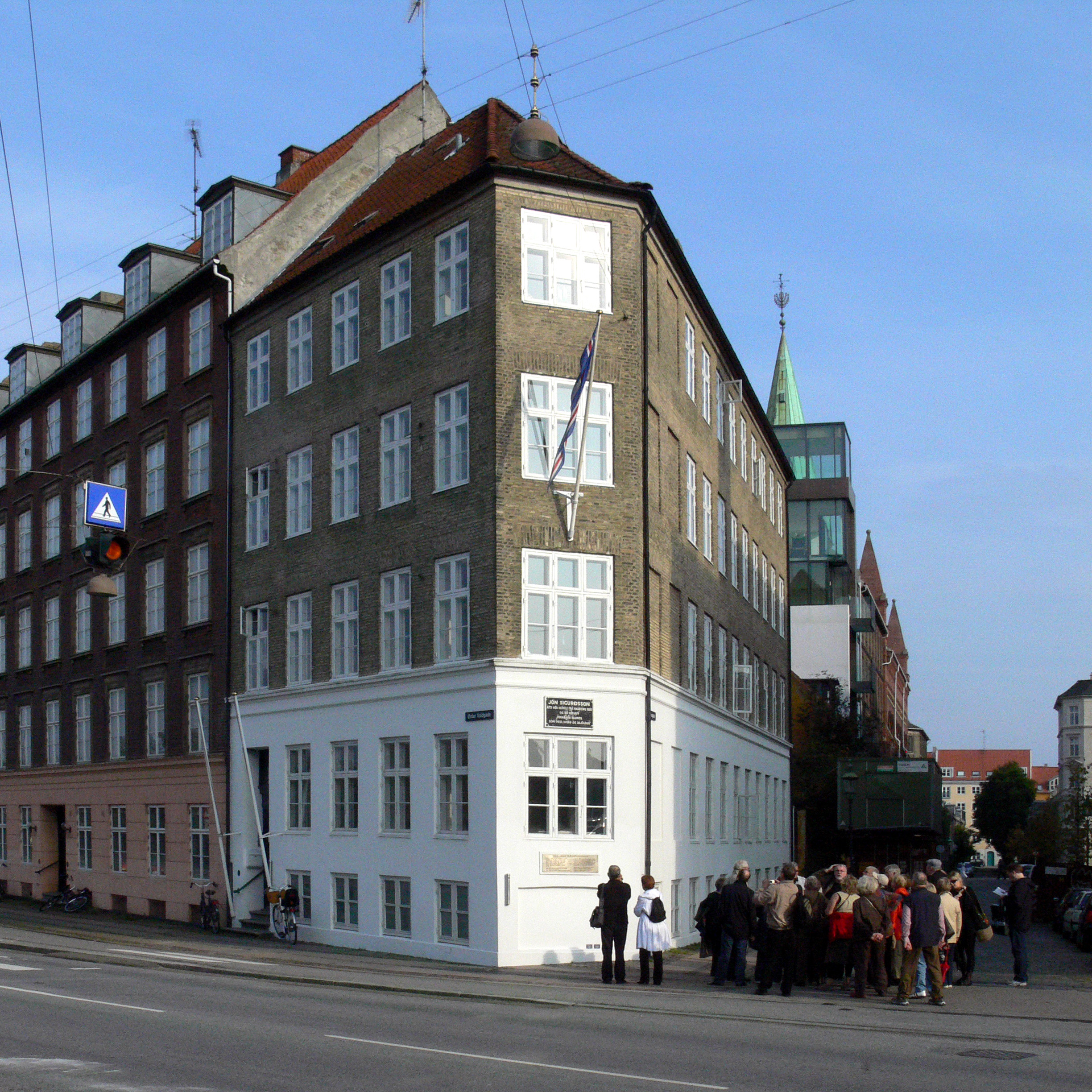
In diesem Haus, Stockhusgade 1 (Jónshús), wohnte Jón Sigurðsson von 1852 bis zu seinem Tode.

In seiner Jugend wurde er zu Hause unterrichtet, während er sich an der elterlichen Landwirtschaft und Fischerei beteiligte. Nach 1829 arbeitete er ein Jahr bei einem Kaufmann in Kopenhagen, danach drei Jahre als Kontorist bei Bischof Steingrímur Jónsson, in dessen Archiv er die ersten Einblicke in die isländische Geschichte erhielt. 1833 studierte er in Kopenhagen Geschichte und Philologie. Ab 1835 war er Stipendiat der Arnamagnæanschen Stiftung und konnte 1837 für ein Jahr zusammen mit Magnús Hákonarson die Redaktion der Zeitschrift Skírnir übernehmen. 1841 unternahm er im Auftrag der Stiftung eine dreijährige Reise nach Schweden, wo er in Stockholm und Uppsala zusammen mit Ólafur Pálsson altnordische Handschriftsammlungen erforschte. 1845 wurde unter „Det kongelige nordiske oldskriftselskab“ (königliche Gesellschaft für alte nordische Schriften) ein archäologisch-historisches Archiv eingerichtet. Für deren isländische Abteilung wurde er erst Archivsekretär und ab 1847 Archivar. Das Archiv wurde 1849 jedoch wieder aufgelöst. Er blieb dieser Gesellschaft aber bis zu deren Umgründung 1865 verbunden. Außerdem wurde er 1848 Sekretär der Arnamagnæanschen Kommission, was er bis zu seinem Tod blieb. Er lebte forthin als Privatgelehrter und für seine politische Tätigkeit. 1848–1849 nahm er als königlicher Beauftragter an der verfassunggebenden Reichsversammlung für das dänische Reich teil.
1845 heiratete er seine Verwandte Ingibjörg, Tochter des isländischen Kaufmanns Einar Jónsson. Die Ehe blieb kinderlos.
1859 wurde Jón Sigurðsson mit Professor Tscherning nach Island entsandt, um eine dort drohende Schafseuche zu bekämpfen. Er trat für eine Badekur ein, während die isländischen Bauern leidenschaftlich die Keulung verlangten. Das führte dazu, dass er für fünf Jahre (1860–1864) nicht mehr isländischen Boden betrat.
1861 wurde Jón Sigurðsson Mitglied einer Regierungskommission für die finanziellen Angelegenheiten Islands. Er war seit der Neuerrichtung im Jahre 1845 für den Bezirk Ísafjarðarsýsla Abgeordneter des Althings und ab 1849 dessen Präsident, mit Ausnahme des Jahres 1859 und der Sondersitzungen zur Ausarbeitung der isländischen Verfassung, zu denen seine Partei ihm die Ehre des Vorsitzes verweigerte.
In der isländischen literarischen Gesellschaft (Bókmentafélag) wirkte er ab 1840 und war ab 1851 Leiter deren Kopenhagener Abteilung. 1871 förderte ihn für einige Jahre der „Verein der Freunde des Volkes“ (Þjóðvinafélag) finanziell für seine politischen Bestrebungen, bis die erste gesetzgebende Versammlung 1875 ein Gehalt bewilligte. 1878 kaufte die isländische Landeskasse seine umfangreiche Handschriftensammlung und Bibliothek für 25.000 Kronen. Nach seinem Tod wurden davon über 8500 Kronen in eine Stiftung eingebracht, deren Zinsen für Preise, die für Arbeiten über isländische Geschichte, Literatur, Gesetzgebung, Verfassung und Entwicklung ausgelobt wurden.
Jón Sigurðsson wohnte in Kopenhagen in der Stockhusgade 1 (Jónshús) bis zu seinem Tod am 7. Dezember 1879. Seine drei Jahre ältere Frau starb einige Tage später. Sie wurden zunächst in Kopenhagen bestattet, im folgenden Frühjahr aber nach Reykjavík überführt, wo sie am 4. Mai 1880 unter großen Feierlichkeiten beigesetzt wurden.

## Politik
Jón Sigurðsson gilt als Architekt des heutigen Islands. Nach der Errichtung der ratgebenden Ständeversammlung unter Friedrich VI. mussten sich die Isländer damit begnügen, in die Ständeversammlung einige vom König ernannte Mitglieder zu entsenden. Dazu kam später eine in Reykjavík zusammentretende Versammlung der Beamten. Als Christian VIII. den Thron bestieg, trugen die in Kopenhagen anwesenden Isländer den Wunsch nach einigen Reformen vor, unter anderem nach einer repräsentativen Versammlung in Island. Dem kam der König mit dem Versprechen entgegen, das um 1800 aufgelöste Althing wiedereinzusetzen. Um die Isländer auf die neuen Möglichkeiten der politischen Teilhabe vorzubereiten, gründete Jón Sigurðsson die Zeitschrift Ný Félagsrit, die von 1841 bis 1873 erschien und vollständig von seinen politischen Vorstellungen geprägt war. Schätzungsweise zwei Drittel der Texte werden ihm als Autor zugeschrieben. Er setzte durch, dass das Althing, das alle zwei Jahre tagte, seinen Ort in Reykjavík haben sollte und nicht, wie es die romantische Bewegung wünschte, an der alten Thingstätte in Þingvellir. Anschließend widmete er sich dem Schulwesen und dem Handel, der sich noch in dänischem Monopol befand.
Nachdem 1848 der Absolutismus geendet hatte, trat nunmehr für Island die Verfassungsfrage in den Vordergrund. In einem Aufruf an seine Landsleute vertrat Jón Sigurðsson seine Grundsätze über das Verhältnis zwischen Dänemark und Island, an denen er in der Folgezeit festhielt: Die beiden Länder sollten gleichberechtigt nebeneinander stehen. Die Regierung für alle isländischen Angelegenheiten sollte sich in Island befinden und nur dem Althing verantwortlich sein. Zwischen Island und Dänemark sollte eine finanzielle Abrechnung durchgeführt werden und Island anschließend einen angemessenen Betrag zu den gesamtstaatlichen Aufwendungen leisten. Aus einer durchaus zweifelhaften Auslegung des Alten Vertrages von 1262 folgerte er, dass dieser automatisch wieder in Kraft getreten sei, als der König seine absolutistische Gewalt niedergelegt hatte. Danach sei Island königliches Krongut und nicht Bestandteil des dänischen Staates, was nur durch die Personalunion zum Ausdruck kommen könne. Daneben traten die geringen Ressourcen, die kaum ausreichten, den geforderten Zustand auch umzusetzen, in den Hintergrund.
In Dänemark ging man davon aus, dass die Reichsverfassung auch Island umfassen sollte. Dafür waren nicht wirtschaftliche Überlegungen maßgeblich, denn Island war ein Zuschussposten im dänischen Haushalt. Vielmehr waren es Gründe des Nationalstolzes, die Erben der altnordischen Schriftkultur in den eigenen Grenzen zu haben. Da die Zeit für eine Wahl der Vertreter Islands in die verfassungsgebende Versammlung zu knapp war, ernannte der König fünf herausragende Personen, die die isländischen Interessen vertreten sollten. Gleichzeitig versprach er, dass über die rechtliche Stellung Islands nichts bestimmt werden sollte, bevor die Isländer in einer besonderen Versammlung dazu gehört worden seien. Diese Nationalversammlung („Þjóðfundur“) trat erst 1851 zusammen. Der dort vorgelegte Verfassungsvorschlag widersprach diametral den von Jón Sigurðsson formulierten Vorstellungen der Mehrheit. Die vollständige Ablehnung durch die Versammlung konnte nur dadurch verhindert werden, dass der königliche Kommissar die Versammlung vorzeitig auflöste. Danach lag die Verfassungsfrage längere Zeit auf Eis. Die Opposition sah aufgrund der vorzeitigen Auflösung der Nationalversammlung das Versprechen der Regierung auf Gehör als noch nicht erfüllt an und forderte eine neue Versammlung, doch die Regierung wollte nur noch mit dem normalen Althing verhandeln.
Immerhin wurde auf dem Reichstag 1854 der vollständige Freihandel für Island beschlossen, was einen großen ökonomischen Aufschwung zur Folge hatte. Als diese seine Forderung durchgesetzt war, setzte Jón Sigurðsson die Verfassungsfrage in der Zeitschrift Ný Félagsrit erneut auf die Tagesordnung, wobei er in seiner Abhandlung auf die finanziellen Verhältnisse zwischen Island und Dänemark besonderes Gewicht legte. Außerdem verfasste er die Schrift „Om Islands statsretlige Forhold“ (,Über die staatsrechtlichen Verhältnisse Islands‘), die sich gegen die Abhandlung von J. E. Larsen Om Islands hidtilværende statsretlinge Stilling (‚Über Islands heutige staatsrechtliche Stellung‘) wandte. Unterstützung erhielt er dabei von Konrad Maurer in der deutschen Presse. Jón Sigurðsson zeigte in seiner Abhandlung auf, dass Islands Staatshaushalt keineswegs unterfinanziert sein würde, wie behauptet worden war. Dabei rechnete er allerdings weitgehende Forderungen Islands an Dänemark ein. Nicht nur Forderungen aus verkauftem Krongut, sondern auch Schadensersatz für den 200 Jahre währenden Monopolhandel stellte er in dem Bestreben in Rechnung, dadurch so große Einnahmen dokumentieren zu können, dass bei der Finanzierung gemeinsamer Aufgaben völlige Gleichberechtigung entstehen würde.
In den nun folgenden Verfassungsverhandlungen mit dem Althing bot die Regierung 1865 einen selbständigen Staatshaushalt für Island und einen Zuschuss Dänemarks für eine begrenzte Anzahl von Jahren vor. Dieser Vorschlag wurde unter dem Einfluss Jón Sigurðssons verworfen. 1867 wurde ein neuer und weiter entgegenkommender Vorschlag über die Verfassung und die finanziellen Regelungen vorgelegt, der zwar auf mehr Zustimmung stieß, aber doch auch abgeändert wurde.
Auf dem Reichstag von 1869 führte die Ungeduld über die langwierigen Verfassungsverhandlungen dazu, dass ein Gesetzentwurf über die staatsrechtliche Stellung Islands im Reich beschlossen wurde. Als auch dieser zurückgewiesen wurde, wurde am 2. Januar 1871 das Gesetz „Lov om Islands forfatningsmæssige Stilling i Riget“ (Gesetz über Islands verfassungsmäßige Stellung im Reich) verkündet. Darin wurde Island als unabtrennbarer Bestandteil des dänischen Reiches mit besonderen Landesrechten festgeschrieben. Island sollte weder im Reichsrat vertreten sein, noch an der Reichsgesetzgebung mitwirken. Island sollte nichts zum allgemeinen Bedarf des Reiches, in dem der jährliche Zuschuss an Island enthalten war, beitragen. Damit war zwar viel von Jón Sigurðssons Forderungen erfüllt, aber das Zustandekommen des Gesetzes widersprach den Grundsätzen der isländischen Opposition, und es wurde nur unter Protest angenommen.
1873 waren die Gemüter so erhitzt, dass unmittelbar vor dem Zusammentreten des Althings eine Volksversammlung in Þingvellir abgehalten wurde, in der gefordert wurde, dass es ausschließlich eine Personalunion mit Dänemark geben solle. Jón Sigurðsson sah die Undurchführbarkeit dieser Forderung, fürchtete die dänische Reaktion und erreichte in der anschließenden Althingversammlung, dass man zwar prinzipiell an diesen Forderungen festhalten solle, aber angesichts der im folgenden Jahr stattfindenden 1000-Jahr-Feier den König bitten solle, Island zunächst eine Verfassung mit so viel Freiheiten als möglich zu geben. So kam das „Forfatningslov for Island“ (Verfassungsgesetz für Island) vom 5. Januar 1874 zustande, das dem Althing die Gesetzgebung in allen isländischen Angelegenheiten zugestand. Dieses Gesetz wie auch das Gesetz von 1871 ist im Wesentlichen auf das unermüdliche Wirken Jón Sigurðssons zurückzuführen. Die noch bestehenden Differenzen bezogen sich im Wesentlichen auf staatstheoretische Probleme.
Gleichwohl stellte er mit Bitterkeit fest, dass sich seine Idealvorstellung der absoluten Gleichberechtigung nicht durchzusetzen vermochte. Nach der Einführung dieser Verfassung nahm er nur noch wenig am politischen Leben teil. Auf dem Althing 1877 wurde seine geschwächte Gesundheit sichtbar, und 1879 legte er sein Mandat nieder. Seine letzten politischen Artikel finden sich in der Zeitschrift Andvari, der Nachfolgezeitschrift von Ný Félagsrit.

## Wissenschaft
Auch als Philologe leistete Jón Sigurðsson Beachtliches. Er war ein hervorragender Handschriftenleser und ein penibler Herausgeber mit klarem Blick für die Bedeutung der Quellen. Für Det kongelige nordiske Oldskriftselskab gab er die Íslendinga sögur I–II (1843–1847), enthaltend die Landnámabók, die Íslendingabók und sechs ausgewählte Sagas heraus. In den Annaler for nordisk Oldkyndighed 1848–1854 veröffentlichte er Sagas mit Stoff aus ausländischer Literatur und außerdem für die Arnamagnæansche Stiftung die Snorra Edda I–II (1848–1852), dann in drei Bänden Skáldatal mit dem Beginn eines dazugehörenden Kommentars. Er legte seinen Ausgaben die ältesten und besten Handschriften zu Grunde mit einem umfangreichen kritischen Apparat zu den Textvarianten und einer ausführlichen Beschreibung der jeweiligen Handschrift. Für Sveinbjörn Egilssons Lexicon poëticum verfasste er eine sachkundige literarhistorische Einleitung. In der Antikvarisk Tidsskrift veröffentlichte er die Ausbeute seiner Untersuchungen von 1841 in den schwedischen Bibliotheken. Auch beteiligte er sich an den Vorarbeiten für die Regesta diplomatica historiae danicae und am Register der Scriptores rerum Danicarum. Er gab auch den ersten Band des Diplomatarium Islandicum (1857–1876) heraus. Er hat noch eine ganze Reihe wichtiger Quellensammlungen herausgegeben.
1866 wurde er als auswärtiges Mitglied in die Bayerische Akademie der Wissenschaften aufgenommen.

## Würdigung

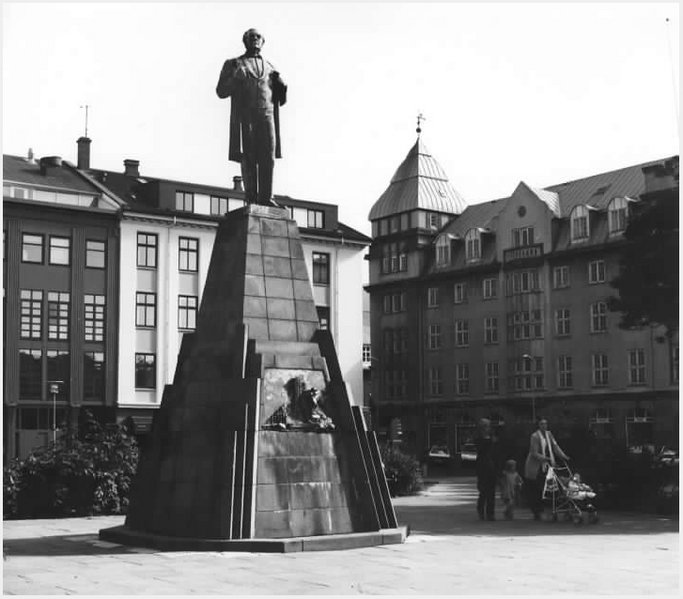
Statue von Jón Sigurðsson, geschaffen von Einar Jónsson, auf dem Platz Austurvöllur in Reykjavík

Die 500-Kronen-Note zeigt ein Bild von Jón Sigurðsson.

Vorderseite
Rückseite